# 比弗福爾斯 (明尼蘇達州)
比弗福爾斯（英語：Beaver Falls）是位於美國明尼蘇達州倫維爾縣的一個非建制地區。

## 歷史
比弗福爾斯的郵局於1867年設立，其後於1904年停運。比弗福爾斯曾是倫維爾縣的縣治。

## 地理
比弗福爾斯所處的海拔為高於海平面281米（即922英呎），而該地所採用的時區為UTC-6，即北美中部時區（CST）。同時該地設有夏令時間，為UTC-6調快一小時，即UTC-5（CDT）。